# 中村元 (1981年生のサッカー選手)
中村 元（なかむら げん、1981年1月14日 - ）は、大阪府出身の元サッカー選手、サッカー指導者。ポジションはFW、MF。

## 来歴
近畿大学附属高校から法政大学進学し、入学早々に主力選手となり2年時の総理大臣杯全日本大学サッカートーナメント準優勝や3年時の東京都サッカートーナメント優勝に貢献。
2003年にJFLの佐川急便大阪SCに加入。主にMFとして途中出場を中心に経験を積み、2005年以降は前線で起用されるようになるとツートップの一角として、小柄ながらテクニックを生かしてチームの上位進出に貢献した。
2007年、佐川大阪が佐川急便東京SCと合併して新たに発足した佐川急便SC（後のSAGAWA SHIGA FC）に加入。御給匠、嶋田正吾、堀健人といったアタッカー陣をつなぎ役として支え、この年チームはJFL初優勝を果たした。ポジション登録をFWとした翌2008年は、チームが調子を落とすなかで得点力を発揮、チームトップとなる15得点を挙げた。2009年には大沢朋也、高橋延仁などとともに好調な攻撃陣の核となり、前年に続いて15得点を挙げるとともにチームは2度目の優勝を果たし、中村は初のリーグMVPとJFLベストイレブンに選出された。
2010年には御給がチームに復帰、登録をMFに戻した2011年以降は清原翔平などの若手の台頭もあって中盤でのチャンスメイクに回る場面も増えたが、安定した活躍で2011年にチーム3度目の優勝、自身も3年連続のベストイレブンに選出された。2012年も活躍を続けたが、負傷により9月以降の試合を欠場。SAGAWA SHIGAはこのシーズンをもって活動停止となり、中村もチームを離れた。
2013年は、負傷を抱えた状況ながらソニー仙台FCに加入。7月に復帰して21試合に出場し、この年11月17日のFC琉球戦（七ヶ浜）においてJFL通算300試合出場を達成した。2014年はほぼシーズンを通じて先発出場し、チーム2位となる9得点を挙げた。
2015年はFW陣の一角として多くの試合で先発。後期には11試合出場で7得点を挙げ、最終節の栃木ウーヴァ戦では中村のあげた2点目が決勝点となって後期優勝を決めた。JFLチャンピオンシップでも2試合に先発し、ソニー仙台はヴァンラーレ八戸を下してJFL初優勝を果たした。中村としては異なる2つのチームでの優勝を経験することとなった。
2016年、SAGAWA時代の恩師である中口雅史が監督を務めるMIOびわこ滋賀に移籍、ソニー仙台ではプロ契約だったが、MIOびわこ滋賀ではアマチュア契約となった。この年は負傷に悩まされ、8試合の出場にとどまった。翌2017年にはチームのチャンスメーカーとして22試合に出場するも、この年限りでの現役引退を発表した。2017年シーズン終了後、JFLにおいて通算出場試合数374試合（歴代2位）、SAGAWA SHIGAとソニー仙台での4度の優勝、MVP1度、ベストイレブン3度などの活動実績を称えられ、JFL特別賞を受賞した。
2018年よりソニー仙台FCのコーチに就任。
2019年7月に本多進司監督が辞任したのに伴い、ソニー仙台FCの監督に昇格した。2021年シーズンをもって監督を退任。
2022年よりファジアーノ岡山U-15コーチに就任。
2024年、ヴェルスパ大分のヘッドコーチに就任、2025年から監督に就任。

## エピソード
同じJFLのHonda FCには、同姓同名のGKである中村元が2014年シーズンまで在籍していた。両名がともにピッチに立った試合は12年間で10試合あり、2011年後期第13節、2013年第26節、2014年ファーストステージ第12節 では中村からゴールを奪っている。

## 所属クラブ
- 1996年 - 1998年 近畿大学附属高等学校
- 1999年 - 2002年 法政大学
- 2003年 - 2006年  佐川急便大阪SC
- 2007年 - 2012年  佐川急便SC / SAGAWA SHIGA FC
- 2013年 - 2015年  ソニー仙台FC
- 2016年 - 2017年  MIOびわこ滋賀

## 個人成績
| 国内大会個人成績 | 国内大会個人成績       | 国内大会個人成績 | 国内大会個人成績 | 国内大会個人成績 | 国内大会個人成績 | 国内大会個人成績 | 国内大会個人成績 | 国内大会個人成績 | 国内大会個人成績 | 国内大会個人成績 | 国内大会個人成績 |
| 年度             | クラブ                 | 背番号           | リーグ           | リーグ戦         | リーグ戦         | リーグ杯         | リーグ杯         | オープン杯       | オープン杯       | 期間通算         | 期間通算         |
| 年度             | クラブ                 | 背番号           | リーグ           | 出場             | 得点             | 出場             | 得点             | 出場             | 得点             | 出場             | 得点             |
| 日本             | 日本                   | 日本             | 日本             | リーグ戦         | リーグ戦         | リーグ杯         | リーグ杯         | 天皇杯           | 天皇杯           | 期間通算         | 期間通算         |
| ---------------- | ---------------------- | ---------------- | ---------------- | ---------------- | ---------------- | ---------------- | ---------------- | ---------------- | ---------------- | ---------------- | ---------------- |
| 2003             | 佐川大阪               | 20               | JFL              | 24               | 2                | -                | -                | -                | -                | 24               | 2                |
| 2004             | 佐川大阪               | 20               | JFL              | 25               | 2                | -                | -                | -                | -                | 25               | 2                |
| 2005             | 佐川大阪               | 20               | JFL              | 21               | 6                | -                | -                | -                | -                | 21               | 6                |
| 2006             | 佐川大阪               | 20               | JFL              | 30               | 7                | -                | -                | -                | -                | 30               | 7                |
| 2007             | 佐川急便/ SAGAWA SHIGA | 20               | JFL              | 31               | 5                | -                | -                | 1                | 0                | 32               | 5                |
| 2008             | 佐川急便/ SAGAWA SHIGA | 9                | JFL              | 33               | 15               | -                | -                | 1                | 2                | 34               | 17               |
| 2009             | 佐川急便/ SAGAWA SHIGA | 9                | JFL              | 33               | 15               | -                | -                | 1                | 0                | 34               | 15               |
| 2010             | 佐川急便/ SAGAWA SHIGA | 9                | JFL              | 33               | 8                | -                | -                | 1                | 0                | 34               | 8                |
| 2011             | 佐川急便/ SAGAWA SHIGA | 9                | JFL              | 30               | 6                | -                | -                | 2                | 0                | 32               | 6                |
| 2012             | 佐川急便/ SAGAWA SHIGA | 9                | JFL              | 19               | 7                | -                | -                | 0                | 0                | 19               | 7                |
| 2013             | S仙台                  | 11               | JFL              | 21               | 2                | -                | -                | 2                | 0                | 23               | 2                |
| 2014             | S仙台                  | 11               | JFL              | 23               | 9                | -                | -                | 3                | 0                | 26               | 9                |
| 2015             | S仙台                  | 11               | JFL              | 21               | 8                | -                | -                | -                | -                | 21               | 8                |
| 2016             | びわこ                 | 16               | JFL              | 8                | 0                | -                | -                | 0                | 0                | 8                | 0                |
| 2017             | びわこ                 | 16               | JFL              | 22               | 2                | -                | -                | -                | -                | 22               | 2                |
| 通算             | 日本                   | 日本             | JFL              | 374              | 94               | -                | -                | 11               | 2                | 385              | 96               |
| 総通算           | 総通算                 | 総通算           | 総通算           | 374              | 94               | -                | -                | 11               | 2                | 385              | 96               |

その他の公式戦
- 2015年
  - JFLチャンピオンシップ 2試合0得点

## タイトル

### クラブ
佐川急便SC / SAGAWA SHIGA FC
- JFL : 3回 (2007年、2009年、2011年)

ソニー仙台FC
- JFL : 1回 (2015年)

### 個人
- JFL MVP (2009年)
- JFL ベストイレブン (2009年、2010年、2011年)
- JFL特別賞（2017年）

## 指導歴
- 2018年 - 2021年 ソニー仙台FC
  - 2018年 - 2019年7月 トップチーム コーチ
  - 2019年7月 - 2021年 トップチーム 監督
- 2022年 - 2023年 ファジアーノ岡山FCU-15 コーチ
- 2024年 - ヴェルスパ大分
  - 2024年 トップチーム ヘッドコーチ
  - 2025年 - トップチーム 監督